# ووتر هنکلمن
وَوتِر فرانکلین مرَین هِنکِلمَن (به هلندی: Wouter Franklin Merijn Henkelman) ایران‌شناس اهل هلند است که در حال حاضر مدیر پژوهش‌های تاریخی و زبان‌شناختی در مدرسه عملی پژوهش‌های عالی در پاریس است.
هنکلمن تحصیلات دانشگاهی خود را در رشتهٔ زبان‌شناسی کلاسیک با تخصص یونانی باستان در دانشگاه لیدن آغاز کرد و سپس در رشتهٔ تاریخ باستان با تخصص فرهنگ و زبان‌های هخامنشی در دانشگاه اوترخت ادامه داد. او در سال ۲۰۰۶ میلادی موفق به اخذ درجهٔ دکتری گردید و رسالهٔ دکترایش تحت عنوان «و خدایانِ دیگری که هستند، مطالعاتی دربارهٔ فرهنگ‌پذیری ایرانی-ایلامی مبتنی بر متون استحکامات پرسپولیس» را در سال ۲۰۰۸ میلادی در مجموعهٔ تاریخ هخامنشی به‌صورت کتابی مفصل به چاپ رساند.
او همچنین جز ویراستارهای مجموعۀ پانزده‌جلدی تاریخ هخامنشیان بوده است و در آن فصل‌هایی از کتاب را نوشته است.

## آثار
کتاب‌ها:
- (edited volume; with D. Burgersdijk & W.J.I. Waal), Alexander en Darius: de Macedoniër in de spiegel van het oude Nabije Oosten
- (edited volume; with M. Kozuh, C.E. Jones & C. Woods), Extraction and Control: Studies in Honor of Matthew W. Stolper
- The Other Gods Who Are. Studies in Elamite-Iranian Acculturation Based on the Persepolis Fortification Texts
- (edited volume; with P. Briant & M.W. Stolper), L’archive des Fortifications de Persépolis: État des questions et perspectives de recherches
- (edited volume; with A. Kuhrt), A Persian Perspective: Essays in Memory of Heleen Sancisi-Weerdenburg
- (edited volume; with H. Sancisi-Weerdenburg, T. Bakır, G. Gürtekin & P. Briant), Achaemenid Anatolia. Proceedings of the first International Symposium on Anatolia in the Achaemenid Period, Bandırma 15-1۸ اوت ۱۹۹۷

مقالات انگلیسی:
هنکلمن مقالات زیادی را در موضوعات مختلف مرتبط با ایرانشناسی منتشر کرده‌است که در زیر به برخی از آن‌ها اشاره شده
- Cyrus the Persian and Darius the Elamite: a Case of Mistaken Identity

## ترجمه آثار به فارسی
ترجمه مقالات به فارسی:
- هنکلمن، ووتر. «آیا کوروش پارسی بود؟». سرزمین من-ماهنامه ایرانشناسی. ترجمهٔ کامیار عبدی، مهرماه (۱۳۹۱): ۱۰۶–۱۰۷.

ترجمه کتب به فارسی:
- هنکلمن، ووتر. «خدایانِ دیگری که هستند، مطالعاتی دربارهٔ فرهنگ‌پذیری ایرانی-ایلامی مبتنی بر متون استحکامات پرسپولیس»، ترجمهٔ مرتضی ثاقب‌فر. انتشارات توس، ۱۳۹۲.
- هنکلمن، ووتر. «فرهنگ‌پذیری ایرانیان و عیلامیان: آغاز امپراتوری هخامنشی»، ترجمهٔ یزدان صفایی. انتشارات سینا، ۱۳۹۸.
- هنکلمن، ووتر (به کوشش). «شاه و نخبگان در شاهنشاهی هخامنشی: گزیده مقالاتی در باب بایگانی باروی تخت‌جمشید»، ترجمهٔ یزدان صفایی و حمیدرضا نیک‌روش. انتشارات موزهٔ ملی ایران، ۱۴۰۰.